# تاکه‌آکی کونیموتو
تاکه‌آکی کونیموتو (انگلیسی: Takeaki Kunimoto؛ زادهٔ ۱۱ ژانویهٔ ۱۹۶۲) موسیقی‌دان اهل ژاپن است. وی بین سال‌های ۱۹۸۵ تا ۱۹۸۹ میلادی فعالیت می‌کرد.